# Sistema de proteção térmica do ônibus espacial

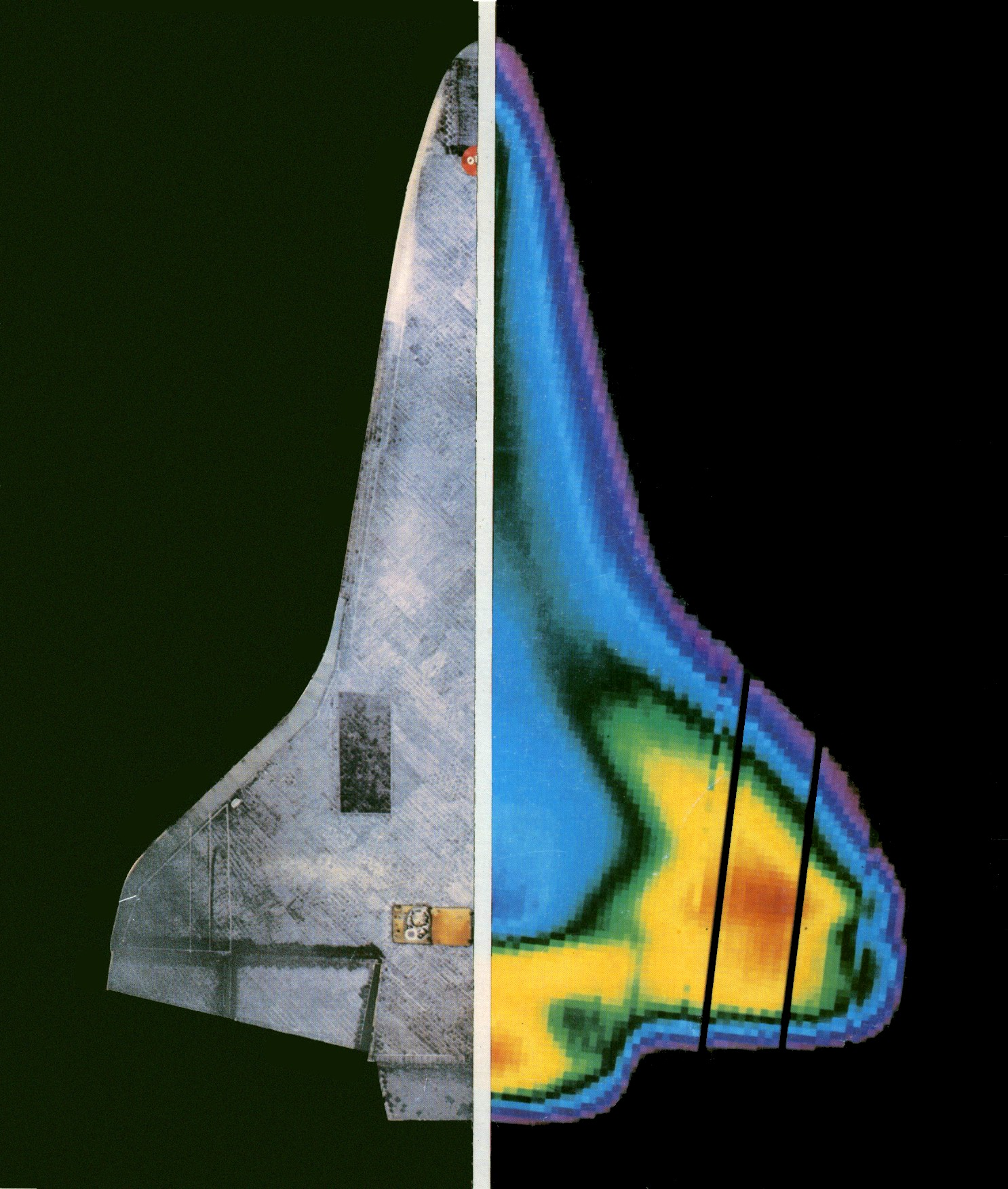
O Kuiper Airborne Observatory tirou uma imagem infravermelho da parte inferior da Columbia durante a reentrada do STS-3 para estudar as temperaturas. O orbitador estava a uma altitude de 56 km e viajava a Mach 15,6.

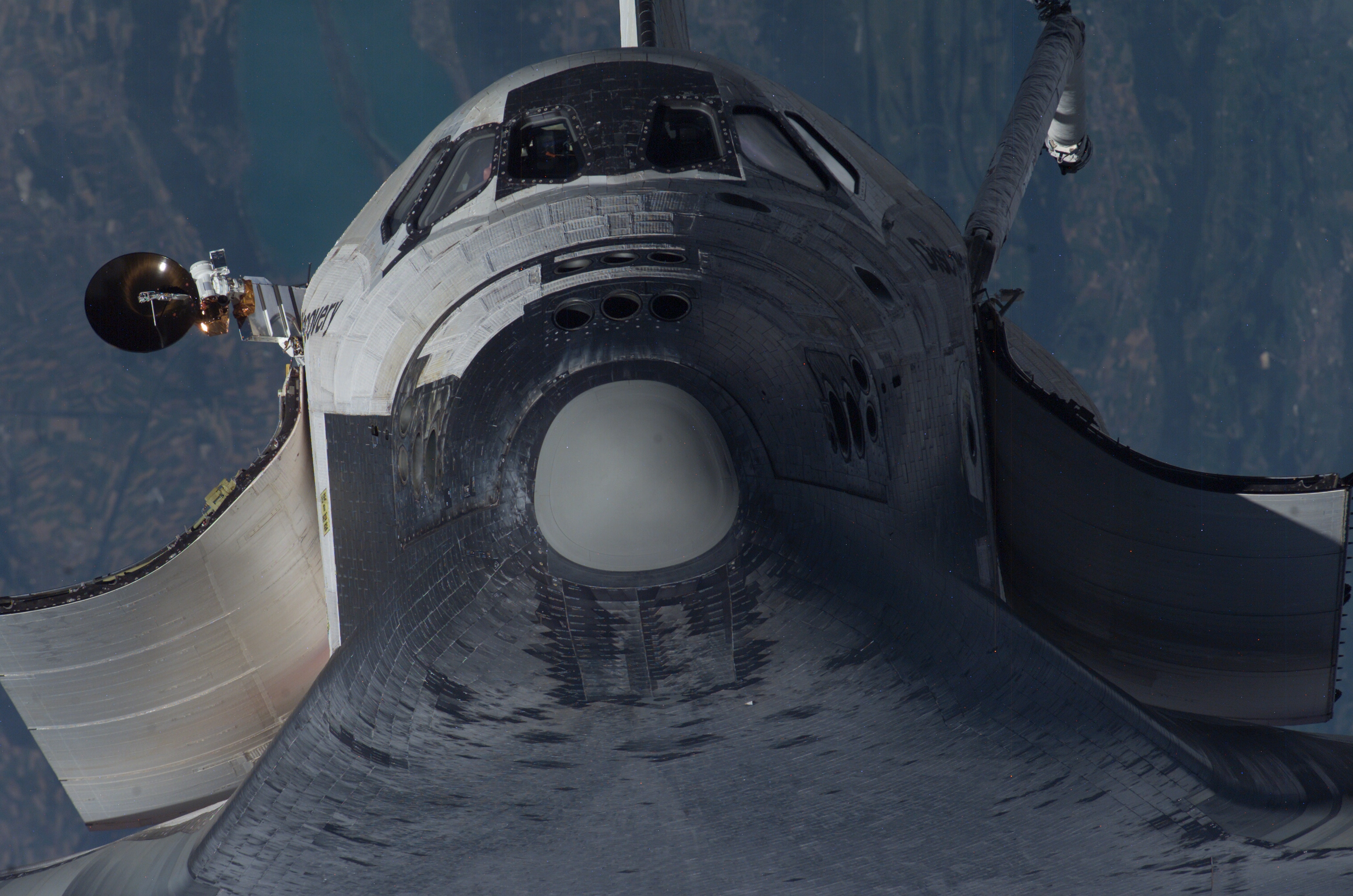
Ônibus espacial Discovery enquanto se aproxima da Estação Espacial Internacional durante o STS-114 em 28 de julho de 2005.

O Sistema de Proteção Térmica (TPS) do ônibus espacial é a barreira que protege o ônibus espacial Orbitador durante o calor abrasador de 1 650 °C (3 000 °F) da reentrada atmosférica. Um objetivo secundário era proteger do calor e do frio do espaço enquanto em órbita.

## Materiais

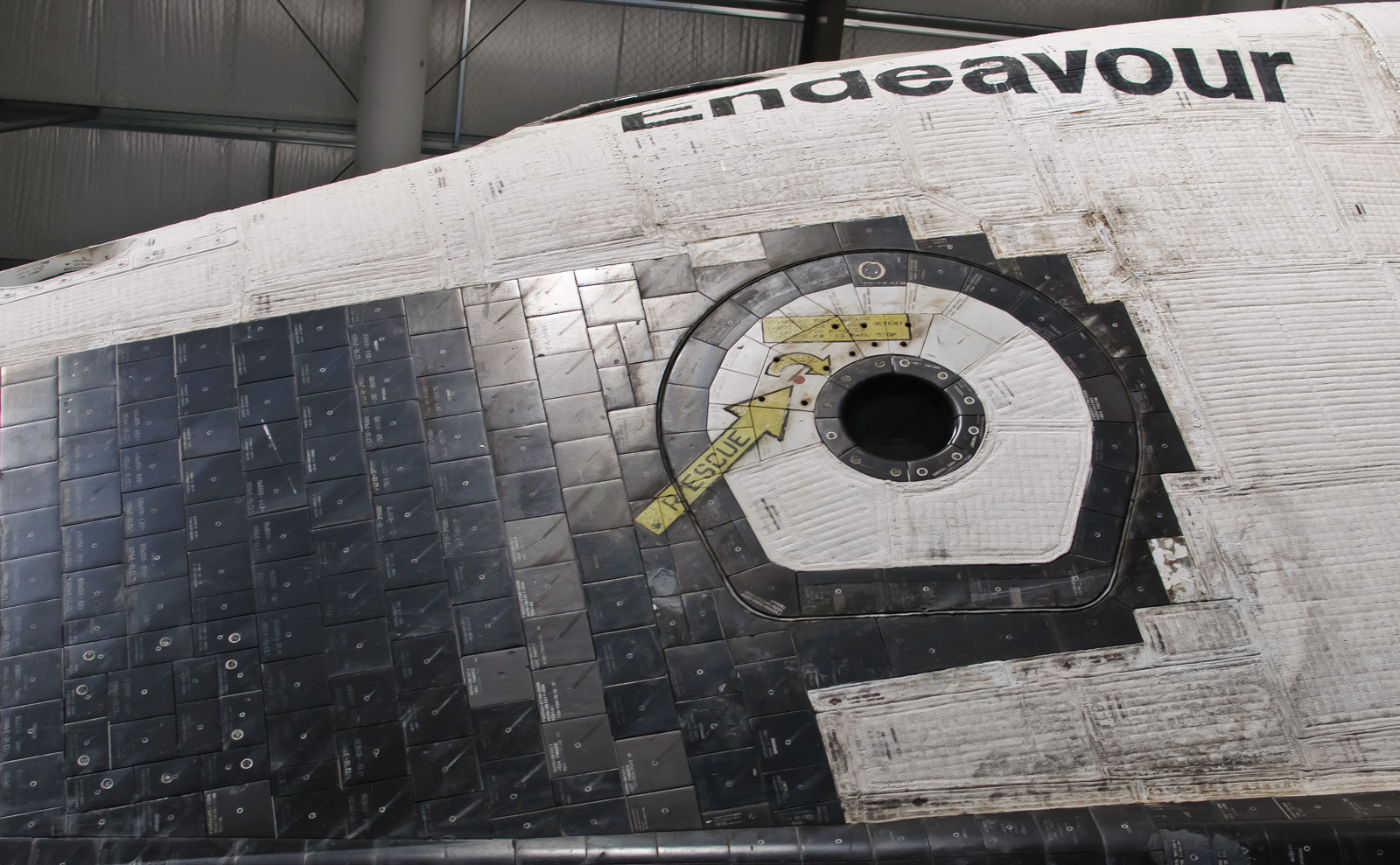
Endeavour no museu California Science Center, mostrando telhas próximas à porta

O TPS cobria essencialmente toda a superfície do orbitador e consistia em sete materiais diferentes em diversas localidades, baseados na quantidade de proteção térmica requerida:
- Reinforced carbon–carbon (RCC), usado na tampa do nariz, na área do queixo entre a tampa do nariz e as portas do trem de pouso do nariz, na ponta de flecha atrás da porta do trem de pouso do nariz e nas bordas de ataque das asas. Utilizado onde a temperatura de reentrada excedia 1 260 °C (2 300 °F).
- Telhas de isolamento de superfície reutilizável de alta temperatura (HRSI), usadas na parte inferior do orbitador. Feitas de cerâmicas de sílica revestidas LI-900. Utilizadas onde a temperatura de reentrada era abaixo de 1.260 °C.
- Telhas de isolamento composto refratário fibroso (FRCI), usadas para proporcionar maior resistência, durabilidade, resistência ao rachamento do revestimento e redução de peso. Algumas telhas HRSI foram substituídas por este tipo.
- Mantas de Isolamento Flexível (FIB), uma manta flexível acolchoada semelhante a um isolamento de superfície. Utilizadas onde a temperatura de reentrada era abaixo de 649 °C (1 200 °F).
- Telhas de Isolamento de Superfície Reutilizável de Baixa Temperatura (LRSI), anteriormente usadas na fuselagem superior, mas foram em grande parte substituídas por FIB. Utilizadas em faixas de temperatura aproximadamente similares às de FIB.
- Telhas de isolamento fibroso unipiece endurecido (TUFI), uma telha mais forte e resistente que começou a ser usada em 1996. Utilizadas em áreas de alta e baixa temperatura.
- Isolamento de superfície reutilizável de feltro (FRSI). Mantas de feltro branco Nomex nas portas superiores do compartimento de carga, partes da fuselagem média e das laterais da fuselagem traseira, partes da superfície superior das asas e uma parte das cápsulas do OMS/RCS. Utilizadas onde as temperaturas permaneciam abaixo de 371 °C (700 °F).

Cada tipo de TPS tinha características específicas de proteção térmica, resistência ao impacto e peso, que determinavam os locais onde era utilizado e a quantidade utilizada.

## Propósito

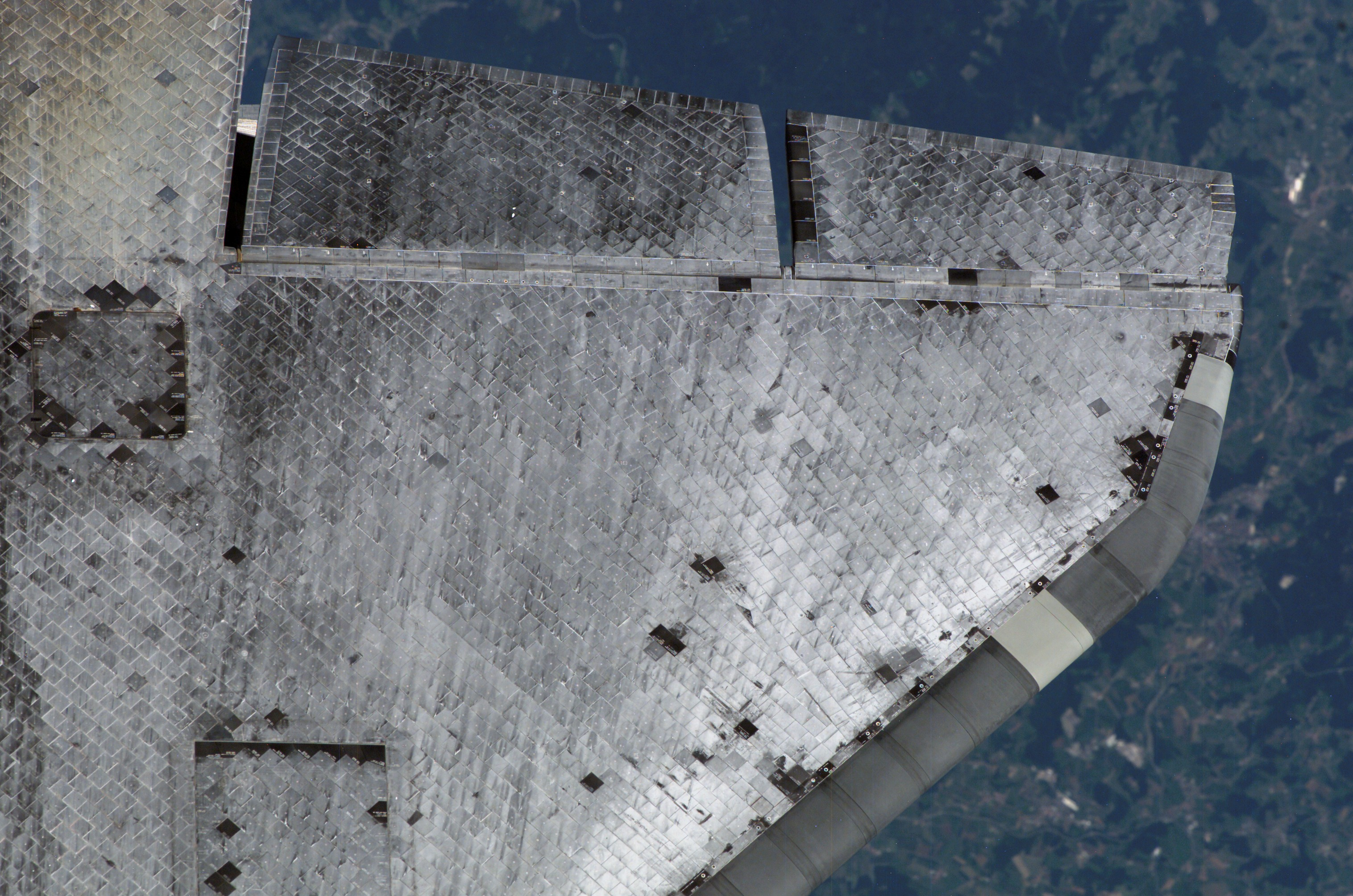
As superfícies inferiores das asas do Discovery são protegidas por milhares de telhas de Isolamento Reutilizável de Alta Temperatura.

A estrutura de alumínio do orbitador não poderia suportar temperaturas acima de 175 °C (347 °F) sem sofrer falha estrutural.
O aquecimento aerodinâmico durante a reentrada elevaria a temperatura bem acima desse nível em áreas específicas, então era necessário um isolante eficaz.